# Nem allokált hívójelprefixek
Nem allokált hívójelprefixnek nevezzük azokat a hívójelprefixeket, amelyeket
- az ITU nem osztott ki egyik államnak sem
- az állam megszűnt, így az adott hívójelprefix használata is okafogyottá vált

A nem allokált hívójelprefixeket az ITU kioszthatja, ha valamilyen új állam keletkezik gyarmat vagy egyéb függő terület felszabadulása által.
Előfordul, hogy nemzetközileg nem elismert államok a nem allokált hívójelprefixeket az ITU jóváhagyása nélkül kezdik el használni.

## Nem allokált hívójelprefixek listája[1][2][3]
- 0[A..Z],
- 1[A..Z]
- 4N - Jugoszlávia megszűnésével került kivezetésre
- A0, A1
- C0, C1
- D0, D1
- E0, E1
- E8, E9
- H0, H1, H5
- J0, J1
- J9
- L0, L1
- O0, O1, O2, O3, O4, O5, O6, O7, O8, O9
- P0, P1
- S0, S1, S4
- T0, T1, T9
- V0, V1, V9
- X0, X1, X2, X3, X4, X5, X6, X7, X8, X9
- Y0, Y1, YZ
- Z0, Z1, Z4, Z5, Z6, Z7, Z8, Z9

Q-val kezdődő hívójelprefixet sosem osztanak ki, a Q kódokkal történő összetéveszthetőség miatt.
[0..9][0..9] formátumú hívójelprefixek nem léteznek.